# تپه گورستان یزد رود
تپه قبرستان یزد رود مربوط به دوران پیش از تاریخ ایران باستان است و در شهرستان تاکستان، روستای یزد رود واقع شده و این اثر در تاریخ ۱۸ اردیبهشت ۱۳۸۰ با شمارهٔ ثبت ۳۷۹۸ به‌عنوان یکی از آثار ملی ایران به ثبت رسیده است.